# Gaura Barhaj
Gaura Barhaj es  una ciudad y municipio situado en el distrito de Deoria en el estado de Uttar Pradesh (India). Su población es de 36459 habitantes (2011). Se encuentra a orillas del río Sarayu.

## Demografía
Según el  censo de 2011 la población de Gaura Barhaj era de 36459 habitantes, de los cuales 19166 eran hombres y 17293 eran mujeres. Gaura Barhaj tiene una tasa media de alfabetización del 72,51%, superior a la media estatal del 67,68%: la alfabetización masculina es del 79,33%, y la alfabetización femenina del 64,96%.